# Thraupidae
Thraupidae là một họ chim trong bộ Passeriformes. Họ này phân bố tại châu Mỹ. Thraupidae là họ chim lớn thứ nhì và chiếm khoảng 4% tổng số loài chim và 12% của các loài chim Tân nhiệt đới. Theo truyền thống, khoảng 240 loài trong họ này được mô tả, nhưng việc xử lý phân loại các thành viên của họ này hiện đang trong trạng thái thay đổi. Khi có thêm những loài chim trong họ này đang nghiên cứu sử dụng kỹ thuật phân tử hiện đại, một số chi dự kiến sẽ được di dời nơi khác. Các loài trong chi Euphonia và Chlorophonia từng có thời được coi là một phần của họ này, hiện đang được xem như các thành viên của họ Fringillidae, trong phân họ riêng (Euphoniinae). Tương tự như vậy, chi Piranga, Chlorothraupis và Habia dường như là thành viên của họ hồng tước, và đã được Hiệp hội Điểu học Hoa Kỳ (AOU) xếp lại vào họ đó.

## Phân loại học
- Catamblyrhynchinae
- Porphyrospizinae
- Orchesticinae
- Pipraeideinae
- Cissopinae
- Thraupinae
- Nemosiinae
- Conirostrinae
- Diglossinae
- Hemithraupinae
- Tachyphoninae
- Charitospizinae
- Dacninae
- Emberizoidinae
- Saltatorinae
- Poospizinae
- Coerebinae
- Sporophilinae